# 陳茹玄

陳茹玄近照

陳茹玄（1894年—1955年12月12日）字逸凡，广东兴宁龙田碧园村人。中华民国法学家、教育家、政治人物。

## 生平
辛亥革命后，陳茹玄任上海光复军书记官。1912年秋，陳茹玄考取广东省官费派赴美国留学，入美国伊利诺伊大学学习政法学，后来入纽约哥伦比亚大学研究生院学习宪法及国际法，获得法学硕士学位。曾在美国联邦法院任职，主持出版美洲《少年中国》、《民气周刊》。
1921年春，陳茹玄归国，出任上海总商会月报编辑，兼《政学丛刊》总编辑。后来任北京大学教授、国立东南大学教授。1924年，任国立东南大学代理校长，主编《东南丛衡》周刊。1928年，任上海光华大学法学院院长。1930年，任国民政府首都建设委员会秘书长。1933年1月12日，被任命为立法院立法委员。
1941年秋，陳茹玄任滇缅铁路会办、滇缅铁路局代局长。1943年春，任国民政府军事委员会工程委员会副主任委员、代理主任委员，领中将衔。1948年，任立法院立法委员。1949年夏，赴台湾。
1955年12月12日，陳茹玄逝世。

## 荣誉
- 三等景星勋章（1946年1月1日批准[6]）